# Traitement intégral Armand
Pour les articles homonymes, voir TIA.
Le traitement intégral Armand (TIA) est un procédé chimique destiné à éviter la formation de tartre et la corrosion dans les tuyauteries des locomotives à vapeur, inventé par Louis Armand (1905-1971), ingénieur en chef à la SNCF. 
Il consiste à traiter les eaux d'alimentation à l'aide d'un composé chimique qui contient du carbonate de soude, du phosphate de soude, de la soude caustique et du tanin. On peut le comparer aux produits ménagers anti-calcaires utilisés de nos jours.

## Prononciation
Le sigle est prononcé en épelant chaque lettre : T-I-A.

## Causes
La formation de tartre dans les tuyauteries des chaudières  était dès l'origine un problème majeur pour le bon fonctionnement et la durée de vie des locomotives à vapeur. Le tartre sous l'effet de la chaleur, se forme rapidement sur les parois des tuyaux surtout avec des eaux dures. La transmission de la chaleur devient alors moins efficace, car le dépôt de tartre isole le métal des tuyaux et réduit le transfert de chaleur.
La corrosion est due à la présence d'oxygène dans l'eau. Il en résulte une dégradation du métal de la chaudière.

## Solution
Louis Armand étudia ce phénomène d'entartrement et dès 1940, il met au point le procédé chimique destiné à empêcher la formation du tartre et la corrosion. Ce procédé est appelé « traitement intégral Armand » (TIA). Il consiste à traiter les eaux d'alimentation à l'aide d'un composé chimique qui contient du carbonate de soude, du phosphate de soude, de la soude caustique et du tanin. Ce composé se présente sous la forme d'un composé liquide que l'on dépose dans un réservoir doseur de TIA spécialement aménagé à l'arrière du tender ou sur une des caisses à eau pour les machines-tender. Le dosage du produit se fait en fonction des caractéristiques chimiques de l'eau (plus ou moins calcaire) et de la contenance en eau du tender. À l'intérieur du tender, un système de siphon fait remonter l'eau dans le réservoir de TIA lorsqu'on remplit le tender et a pour effet la diffusion du produit dans la soute à eau. L'eau ainsi traitée est ensuite refoulée vers la chaudière par l'intermédiaire de l'injecteur d'eau froide situé sous la cabine.
Il ne se forme plus de gros cristaux de calcaire, ce qui limite le dépôt de tartre. De plus, l'oxygène contenu dans l'eau est absorbé, ce qui limite la corrosion.
Les produits actifs précipitent le calcaire sous forme de sels qui se déposent dans les points bas de la chaudière. Il suffit de procéder périodiquement à l'extraction des boues sur des fosses situées dans les dépôts, spécialement aménagées à cet effet (fosses d'extraction).
Après de nombreux essais, la SNCF déploie finalement le procédé TIA à partir de 1941 sur toutes les machines à vapeur de la SNCF. Preuve d'une très grande efficacité, les machines équipées du TIA sont parvenues à parcourir parfois plus d'un million de kilomètres sans intervention sur la chaudière. La consommation de combustible est également réduite : pour remorquer 1 000 t sur 1 km, la consommation passe de 65 à 52,4 kg avec le TIA.